# Via Flaminia

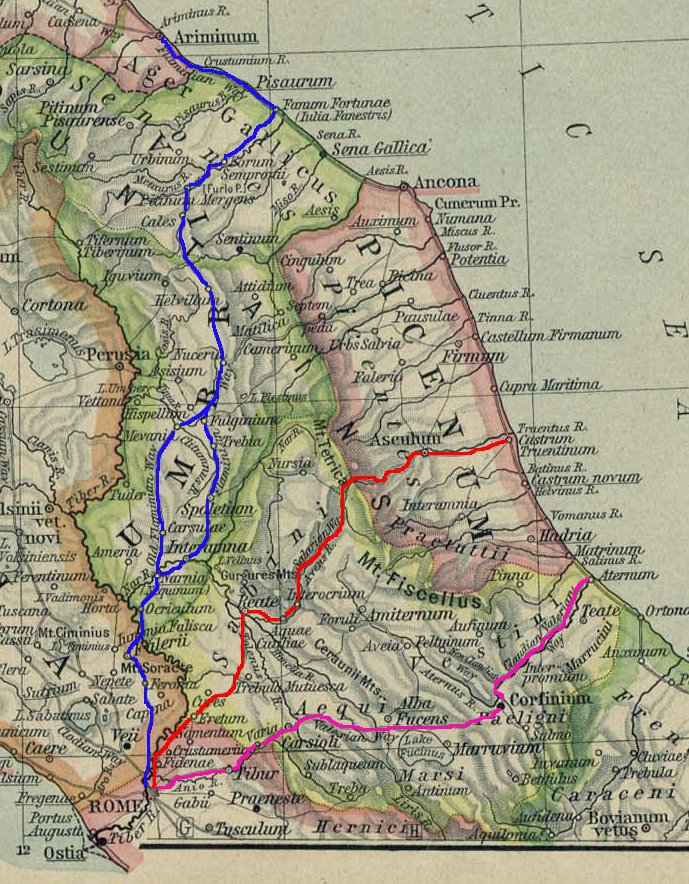
La Via Flaminia, en bleu sur la carte (le rose correspondant à la Via Tiburtina et le rouge à la Via Salaria).

La Via Flaminia ou voie Flaminienne est l'un des deux itinéraires principaux menant de Rome vers l'Adriatique (le second étant la Via Salaria). Vespasien creuse des montagnes pour faire passer la voie en pente douce.

## Itinéraire
La Via Flaminia ou Voie Flaminienne menait de Rome à Spoletium (aujourd'hui Spolète) ou Narni. Cette route militaire fut prolongée à partir de -220 pour atteindre Ariminum (aujourd’hui Rimini) en traversant l’Ombrie, sur décision du censeur Caius Flaminius Nepos qui lui laissa son nom.

## Variantes
- Via Flaminia (-220 Gaius Flaminius) de Roma par Narni (Narnia), vers Fano (Fanum Fortunae) ou Rimini (Ariminum), auj. SS 3.

- Via Flaminia Nuova, variante plus récente de la Via Flaminia, par Spoleto (Spoletum).

- Via Flaminia Minor ou Via Flaminia militaris (-187) d'Arezzo (Arretium) à Rimini (Ariminum).